# John F. Haldon
John Frederick Haldon (* 23. Oktober 1948 in Newcastle upon Tyne) ist ein britischer Byzantinist.
Er studierte an den Universitäten Birmingham (B.A., PhD) und München (M.A.) sowie an der Universität Athen. Von 1976 bis 1979 war er Stipendiat an der Münchner Universität. Von 1980 bis 2005 lehrte er an der Universität Birmingham, wo er ab 1995 Direktor des Zentrums für Byzantinische, Osmanische und Neugriechische Studien war und von 2000 bis 2004 Leiter der School of Historical Studies. 2005 wechselte er an die Princeton University und lehrte dort bis zu seiner Emeritierung 2018. Von 2007 bis 2013 war er Senior Fellow am Dumbarton Oaks Center für Byzantinistik. Er ist emeritierter Shelby Cullom Davis '30 Professor für Europäische Geschichte und Professor für Byzantinische Geschichte und Griechische Studien. Von 2014 bis 2018 war er Direktor des Mossavar-Rahmani-Zentrums für Iran- und Golfstudien und von Juli 2009 bis Juni 2018 Direktor der Graduiertenstudien für die Abteilung Geschichte. 
Seit 2010 ist er korrespondierendes Mitglied der Österreichischen Akademie der Wissenschaften, 2021 wurde Haldon in die British Academy gewählt. Er ist seit 2016 Präsident der Association Internationale des Études Byzantines.

## Schriften (Auswahl)
Monographien/Editionen
- Recruitment and conscription in the Byzantine army C. 550–950. A study on the origins of the stratiotika ktemata. Wien 1979, ISBN 3-7001-0314-X.
- Byzantine Praetorians. An administrative, institutional and social survey of the Opsikion and Tagmata, c. 580–900. Habelt, Bonn 1984, ISBN 3-7749-2004-4.
- Byzantium in the seventh century. The transformation of a culture. Cambridge University Press, Cambridge 1990, ISBN 0-521-26492-8.
- The State and the Tributary Mode of Production. Verso, London 1993.
- State, Army, and Society in Byzantium: Approaches to Military, Social, and Administrative History, 6th–12th Centuries. Variorum, Brookfield, VT 1995.
- Constantine Porphyrogenitus, Three Treatises on Imperial Military Expeditions. Introduction, text, translation, commentary (= Corpus Fontium Historiae Byzantinae. Series Vindobonensis. Band 28). Wien 1996.
- Warfare, State and Society in the Byzantine World, 565–1204. University College London Press, London 1999.
- Byzantium: A History. Tempus, Stroud 2000.
  - deutsch: Das Byzantinische Reich. Geschichte und Kultur eines Jahrtausends. Artemis & Winkler, Düsseldorf 2002, ISBN 3-538-07140-3.
- The Byzantine Wars: Battles and Campaigns of the Byzantine Era. Tempus, Stroud 2001.
- mit Leslie Brubaker: Byzantium in the Iconoclast Era (c. 680–850): The Sources: An Annotated Survey. Ashgate, Aldershot 2001.
- mit Leslie Brubaker: Byzantium in the Iconoclast Era: A History. Cambridge University Press, Cambridge 2011.
- A critical commentary on the Taktika of Leo VI. (= Dumbarton Oaks Studies. Band 44). Washington 2014.
- A tale of two saints: the passions and miracles of Sts Theodore ‘the recruit’ and ‘the general’. Liverpool University Press, Liverpool 2016.
- The Empire That Would Not Die: The Paradox of Eastern Roman Survival, 640–740. Harvard University Press, Cambridge, Mass. 2016.
- The De Thematibus (‘on the themes’) of Constantine VII Porphyrogenitus. Übersetzt und mit Einleitung und Anmerkungen versehen. Liverpool University Press, Liverpool 2021.

als Herausgeber
- Perspectives in Byzantine history and culture. Dedicated to Joseph Gill. Amsterdam 1985, ISBN 90-256-0619-9.
- mit Hugh Elton und James Newhard: Archaeology and Urban Settlement in Late Roman and Byzantine Anatolia Euchaïta-Avkat-Beyözü and Its Environment. Cambridge University Press, Cambridge 2018.